# 达米尔·波利奇
达米尔·波利奇（1953年4月3日—），克罗地亚男子水球运动员。他曾代表南斯拉夫参加1976年和1980年夏季奥林匹克运动会水球比赛，其中1980年奥运会获得一枚银牌。